# Skoki do wody na Światowych Wojskowych Igrzyskach Sportowych 2003
Skoki do wody na Światowych Wojskowych Igrzyskach Sportowych 2003 rozgrywane były w ramach dyscypliny sportu, pływania w dniach 6–9 grudnia 2003 we włoskiej Katanii podczas światowych igrzysk wojskowych.
Zawody były równocześnie traktowane jako konkurencja 40 Wojskowych Mistrzostw Świata w pływaniu.

## Harmonogram
| Grudzień 2003 | 4 | 5 | 6 | 7 | 8 | 9 | 10 | 11 |
| ------------- | - | - | - | - | - | - | -- | -- |
| Skoki do wody |   |   |   | F | F | F |    |    |

Legenda
|  | Eliminacje |  | Finał (F) |

## Konkurencje
Mężczyźni
- Skoki z trampoliny: 1 m, 3 m oraz z 3 m synchronicznie. Wieża 10 m indywidualnie.

Kobiety
- Skoki z trampoliny: 1 m, 3 m.

## Wyniki

### Mężczyźni
| Konkurencja                   | Złoto                    | Rezultat | Srebro                         | Rezultat | Brąz                             | Rezultat |
| Trampolina 1 m indywidualnie  | Peng Bo                  | 443,20   | J. Liu                         | 403,40   | G. Galperin                      | 392,55   |
| Trampolina 3 m indywidualnie  | Peng Bo                  | 742,65   | D. Sautin                      | 718,10   | J. Liu                           | 678,35   |
| Trampolina 3 m synchronicznie | Chiny · Peng Bo · J. Liu | 343,92   | Rosja · D. Sautin · D.Baibakov | 339,21   | Włochy · N. Marconi · T. Marconi | 311,10   |
| Wieża 10 m indywidualnie      | I. Lukashin              | 688,75   | G. Galperin                    | 665,20   | HG. Choe                         | 640,50   |

### Kobiety
| Konkurencja                  | Złoto       | Rezultat | Srebro  | Rezultat | Brąz        | Rezultat |
| Trampolina 1 m indywidualnie | J. Zhang    | 292,50   | Y. Yang | 277,75   | T. Cagnotto | 274,90   |
| Trampolina 3 m indywidualnie | N. Umyskova | 575,65   | Y. Yang | 555,75   | J. Zhang    | 540,35   |

## Klasyfikacja medalowa

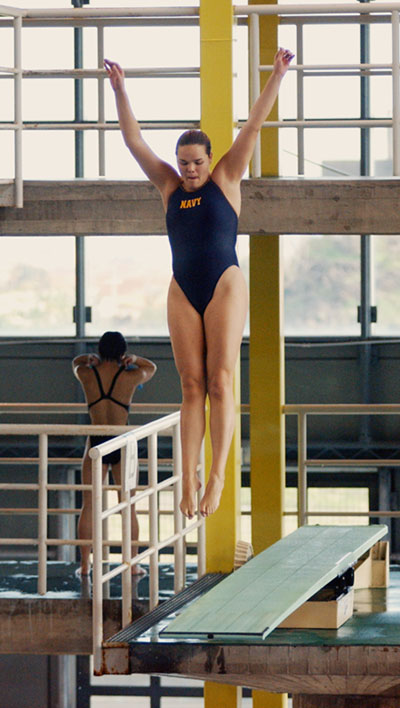
Katania 2003 Trampolina 3 m

* Gospodarz zawodów został zaznaczony tym kolorem.
| Miejsce           | Reprezentacja     | Złoto | Srebro | Brąz | Razem |
| ----------------- | ----------------- | ----- | ------ | ---- | ----- |
| 1                 | Chiny             | 4     | 3      | 2    | 9     |
| 2                 | Rosja             | 2     | 3      | 1    | 6     |
| 3                 | Włochy *          | 0     | 0      | 2    | 2     |
| 4                 | Korea Północna    | 0     | 0      | 1    | 1     |
| Ogółem (4 państw) | Ogółem (4 państw) | 6     | 6      | 6    | 18    |

Źródło: